# 黑光行動
《黑光行動》（英語：Blacklight）是一部2022年美國、澳大利亞和中國合拍的動作片，講述一名擁有黑暗過去的政府探員發現一項針對美國公民的陰謀時，成為了與自己熟識的聯邦調查局局長之目標。電影由馬克·威廉斯執導並與尼克·梅（Nick May）合作編劇，連恩·尼遜領銜主演。本片於2022年2月11日美國院線上映。

## 演員
- 連恩·尼遜飾演崔維斯·布洛克（Travis Block）[5][6]
- 艾美·瑞佛-蘭普曼（英语：Emmy Raver-Lampman）飾演米拉·瓊斯（Mira Jones）
- 泰勒·約翰·史密斯飾演達斯提·克萊恩（Dusty Crane）[7]
- 艾丹·奎因飾演蓋伯·羅賓森（Gabriel Robinson）[7]
- 克萊兒·范德布恩（英语：Claire van der Boom）飾演亞曼達·布洛克（Amanda Block）
- 葉勒·史東（英语：Yael Stone）飾演海倫·戴維森（Helen Davidson）
- 提姆·德瑞瑟（英语：Tim Draxl）飾演德魯·霍桑（Drew Hawthorne）

## 製作
2020年11月在澳大利亞維多利亞州墨尔本展開主要拍攝。2021年1月，劇組移至坎培拉拍攝一場飛車追逐戲。

## 發行
《黑光行動》在美國由布賴爾克利夫娛樂及開路影業發行，於2022年2月11日院線上映。

## 評價
媒體和影評家普遍給予本片壓倒負評，爛番茄根據103條評論，本片獲得11%的新鮮度，平均得分3.8/10，觀眾投票獲得82%的分數，平均得分為4.3／5，網站影評家共識評語僅寫道「令人掃興。」在Metacritic上，電影獲得27分，代表「負面評論為主」。

## 外部連結
- 互联网电影数据库（IMDb）上《黑光行動》的资料（英文）
- Box Office Mojo上《黑光行動》的资料（英文）
- Metacritic上《黑光行動》的資料（英文）
- AllMovie上《黑光行動》的资料（英文）
- 爛番茄上《黑光行動》的資料（英文）
- 開眼電影網上《黑光行動》的資料（繁體中文）
- 豆瓣电影上《黑光行動》的資料 （简体中文）
- 时光网上《黑光行動》的資料（简体中文）